# Lorenzo Abad Martínez
Lorenzo Abad Martínez (València, 1941 - Múrcia, 21 de març de 2013) fou un obstetre i ginecòleg valencià.
Nascut en una família de quatre generacions de ginecòlegs, es llicencià en medicina per la Universitat de València el 1964, amb premi extraordinari, trenta matrícules d'honor, premis López Sancho i Nacional. Es doctorà en el Real Colegio de San Clemente de los españoles de Bolonya (Itàlia) el 1966, amb estades formatives a Graz (Àustria) i Boston (EUA; obtingué el grau de doctor amb els premis Vittorio Emmanuele II (extraordinari del doctorat) i Luigi Borsé de la Universitat de Bolonya.
A partir de llavors començà la seua formació com a ginecòleg en l'Hospital Clínic de València, on fou deixeble de Francisco Bonilla Martí. El 1968 guanyà l'oposició de professor ajudant de classes pràctiques, i el 1972 fou nomenat cap de servei per concurs de mèrits. Així mateix obtingué, també per oposició, una plaça de cap clínic de la Maternitat de València. En 1972 i 1975, oposità amb èxit a les places de professor agregat d'Obstetrícia i Ginecologia, i posteriorment de catedràtic de la Facultat de Medicina de la Universitat de Múrcia. Posteriorment fou nomenat cap de servei, i després cap de departament, en l'Hospital Virgen de la Arrixaca de Múrcia.
Fou president científic de la Societat Espanyola de Ginecologia i Obstetrícia (SEGO), de la qual fou vicepresident primer entre el 1980 i el 1983. També presidí la Societat Hispanoalemanya de Ginecologia, entre el 1991 i el 1994. Fou acadèmic numerari de la Reial Acadèmia de Medicina i Cirurgia de Múrcia i soci d'honor de les societats ginecològiques murciana, canària, hispanoalemanya i espanyola.
Publicà més de dos-cents articles, més de trenta dels quals en revistes d'impacte màxim. També publicà diversos capítols en monografies. Els temes a què dedicà els seus estudis foren la placenta i l'anatomia patològica, durant els anys seixanta i setanta. Anys després, a Múrcia, dedicà la seua atenció a diversos aspectes de l'especialitat, com ara el líquid amniòtic, la presentació en sang fetal del lactat, la glucosa i altres substàncies, endocrinologia ginecològica, menopausa, contracepció i especialment cirurgia i oncologia ginecològiques. En aquest darrer aspecte, destaquen les més de sis-centes operacions de Wertheim realitzades en el transcurs de més de trenta anys.